# Réserve naturelle régionale de l'Ilon
La réserve naturelle régionale de l'Ilon (RNR247) est une réserve naturelle régionale située en Provence-Alpes-Côte d'Azur. Classée en 2012, elle occupe une surface de 176 hectares et protège une zone humide et des prairies inondables. 

## Localisation

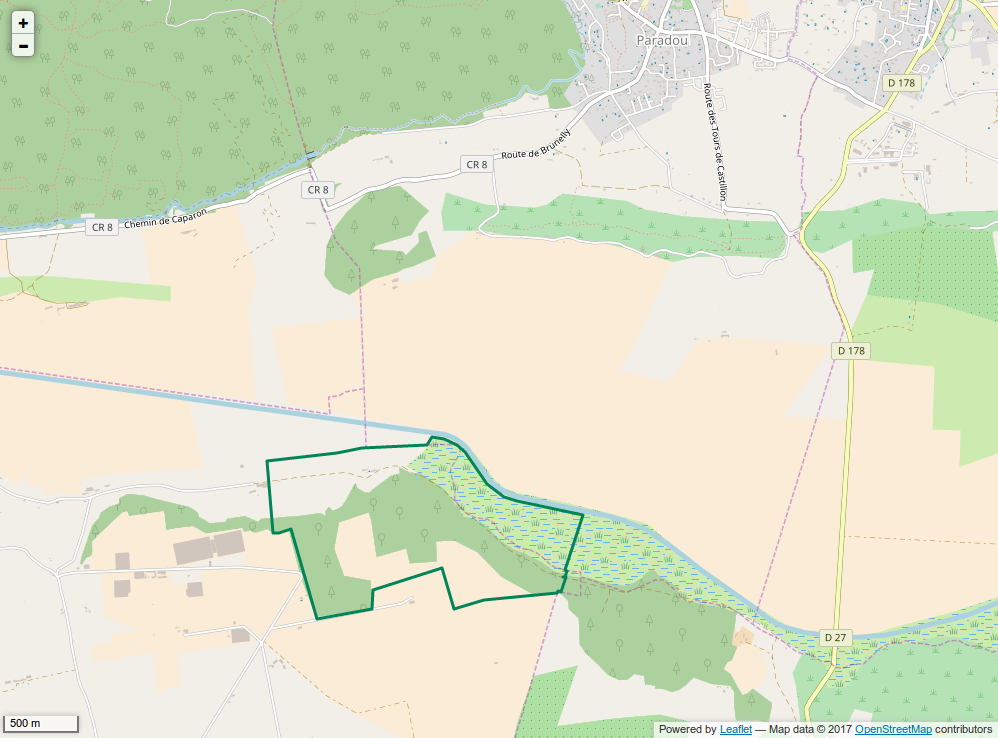
Périmètre de la réserve naturelle.

Le territoire de la réserve naturelle est dans le département des Bouches-du-Rhône, sur les communes d'Arles et Paradou. Il se trouve au sein des Marais des Baux et au pied des Alpilles à une altitude proche du niveau de la mer.

## Écologie (biodiversité, intérêt écopaysager…)
L'intérêt du site est lié à la présence de zones humides entourées de pâtures inondables et de marais à touradons.

### Flore
Les espèces prédominantes sont la Molinie bleue, le Choin, la Marisque et les Carex.

### Faune
L'avifaune du site compte compte plus de 200 espèces dont le Butor étoilé, le Rollier d'Europe, le Hibou grand-duc, le Héron pourpré et l'Échasse blanche.
Outre les oiseaux, le site présente un intérêt particulier pour les odonates puisque plus de 50 espèces y ont été comptées.
On recense 7 espèces d'amphibiens dont le Pélobate cultripède. Le Castor d'Europe, le Lézard ocellé et la tortue Cistude d'Europe fréquentent aussi le site.

## Intérêt touristique et pédagogique
Un sentier de randonnée permet de visiter le site.

## Administration, plan de gestion, règlement
La réserve naturelle est gérée par le parc naturel régional des Alpilles.

### Outils et statut juridique
La réserve naturelle a été créée par une délibération du conseil régional du 17 février 2012.